# Сафроново (Московская область)
Сафроново — деревня в Ступинском районе Московской области в составе Городского поселения Малино (до 2006 года — входила в Дубневский сельский округ). На 2016 год в Сафроново 2 улицы — Восточная и Троицкая и 2 садовых товарищества. В
Сафроново существовала однопрестольная каменная Троицкая церковь 1816 года постройки, не сохранившаяся до наших дней (снесена в середине XX века).

## Население
| 2002 | 2006 | 2010 |
| ---- | ---- | ---- |
| 85   | ↘54  | ↗74  |

Сафроново расположено в центральной части района, у внешней стороны большого Московского кольца, на левом берегу реки Каширки, высота центра деревни над уровнем моря — 161 м. Ближайшие населённые пункты: Липитино — севернее, на другой стороне шоссе и Шугарово — примерно в 0,6 км на юго-запад.